# طعيمة السعد آل كثير
طعيمة السعد آل‌كثير‌ (بالفارسية: طعيمه سعد آل‌كثیر) (1345 هـ - 1436 هـ) الشهير بـ«حجة الإسلام والمسلمين الشيخ طعيمة سعد» هو عالم دين شيعي؛ ومن عرب الأهواز (دزفول) من محافظة خوزستان جنوب غرب إيران.
في عام 1366 هـ الموافق 1947 م، ذهب طعيمة-السعد إلى مدرسة دينية إسلامية «آية الله نبوي» في دزفول، ثم قام بتدريس الطلاب هناك. أنشأ سعد «مسجد صاحب الزمان» و «حسينية شهداء الفتح». كما كان إمام جمعة دزفول المؤقت.

## مؤلفاته
ومن مؤلفات طعِمة السعد:
«زاد العباد ليوم المعاد»، «مصابيح الزاهره في الحج الطاهره»، «علل الاحكام»، «المصباح الزاهر في الحسين الطاهر»، «طريق النجاة من الذنوب المهلكات»، «احكام القرآن»، «كتاب الحج»، «الوصية» و «الولاية».